# Kantatie 77
Pour les articles homonymes, voir Route 77.
La route principale 77 (en finnois : Kantatie 77 est une route principale allant de Kyyjärvi à Siilinjärvi en Finlande.

## Description
Longue de 182 kilomètres, la route principale 77 est la liaison routière est-ouest principale du centre de la Finlande.
Avec la route nationale 16 et la route nationale 9, elle constitue une voie routière de la côte du Golfe de Botnie jusqu'à la frontière entre la Finlande et la Russie. 
La route de Vaasa à Niirala constituée de la route nationale 16, la route principale 77, la route nationale 5 et la route nationale 9 est la partie finlandaise de la route bleue.

## Parcours
La route parcourt les municipalités suivantes :
- Kyyjärvi
- Karstula
- Kivijärvi
- Kannonkoski
- Viitasaari
- Keitele
- Pielavesi
- Kuopio
- Siilinjärvi